# Szamária

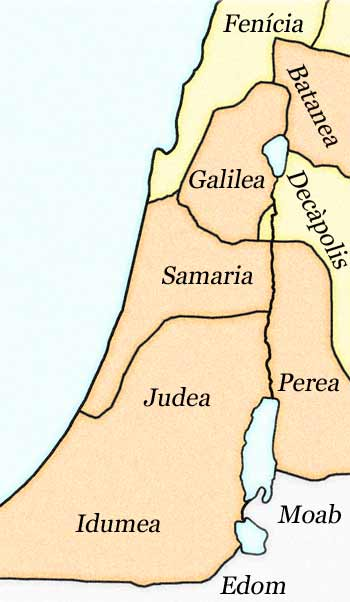
Szamária Heródes korában

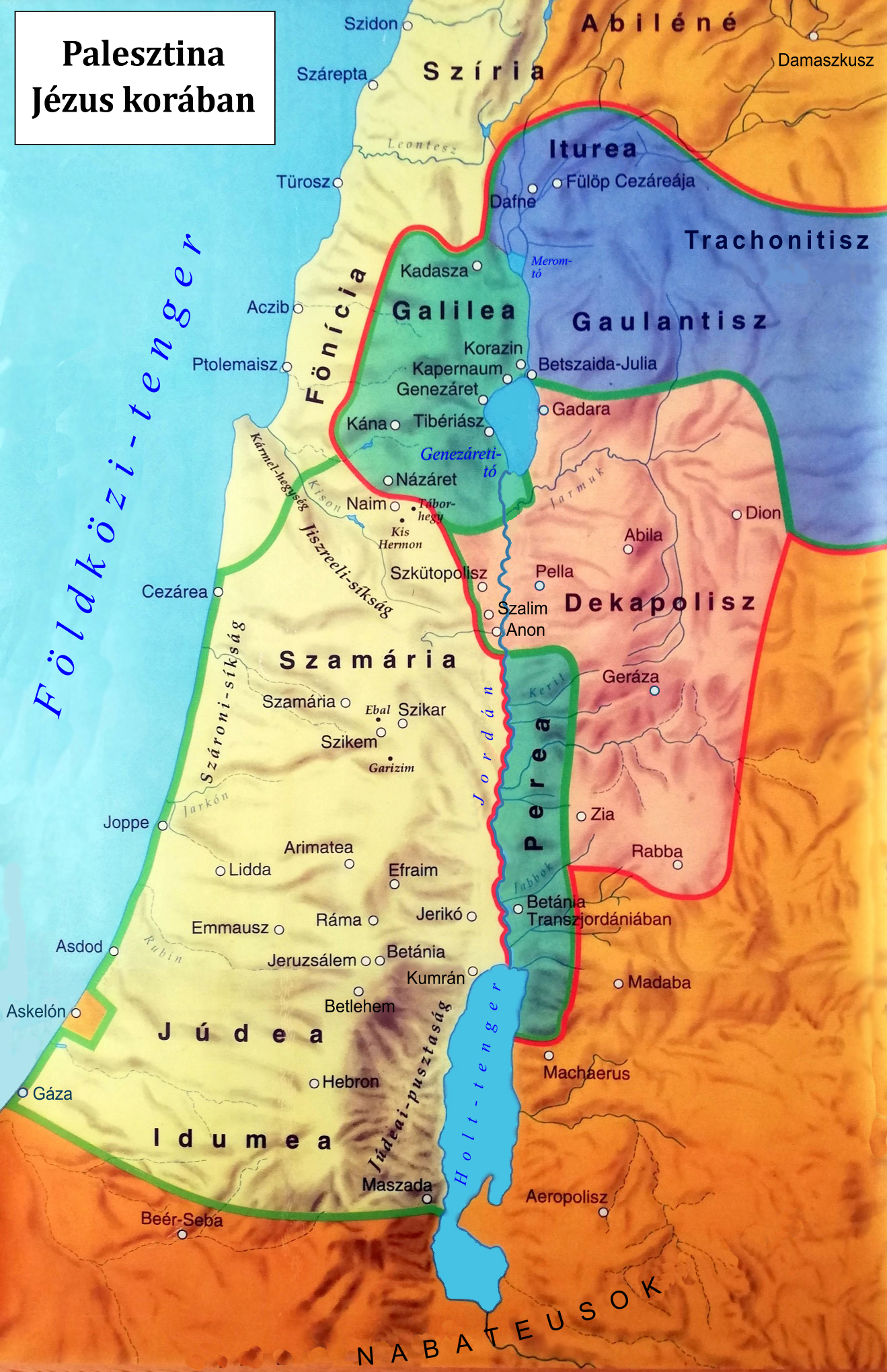
Palesztina Jézus korában

Szamária történelmi régió Palesztina területén, Galilea és Júdea között. A tartományt az asszírok szervezték meg, akik a fogságba hurcolt izraelita népesség helyébe telepeseket költöztettek. Ők lettek a maradék izraelitákkal keveredve a szamaritánusok.
A terület nevét Szamária városáról, az ókori Izraeli Királyság fővárosáról kapta, mely pedig az 1 Kir 16:24 szerint a terület eredeti tulajdonosáról, Szemerről kapta nevét.

## Földrajz
Szamária dombos-hegyes vidék. Északról a Jezreel-völgy, keletről a Jordán völgye, nyugatról a Kármel-hegy és a Sharon-alföld, délről Jeruzsálem hegyei határolják. A bibliai időkben a Földközi-tengertől a Jordán-völgyig terjedt, azaz beleértették a Kármel-hegyet és a Sharon-alföldet is. A szamáriai hegyek nem magasak, ritkán emelkednek 800 m fölé. A régió éghajlata barátságosabb, mint a tőle délre fekvő vidékeké.

## Fordítás
- Ez a szócikk részben vagy egészben a Samaria című angol Wikipédia-szócikk ezen változatának fordításán alapul.  Az eredeti cikk szerkesztőit annak laptörténete sorolja fel. Ez a jelzés csupán a megfogalmazás eredetét és a szerzői jogokat jelzi, nem szolgál a cikkben szereplő információk forrásmegjelöléseként.